# Duranta serratifolia
Duranta serratifolia là một loài thực vật có hoa trong họ Cỏ roi ngựa. Loài này được (Griseb.) Kuntze mô tả khoa học đầu tiên năm 1898.